# Calyptotis temporalis
Calyptotis temporalis är en ödleart som beskrevs av  Allen E. Greer 1983. Calyptotis temporalis ingår i släktet Calyptotis och familjen skinkar. Inga underarter finns listade.